# Lingua afrikaans
L'afrikaans è una lingua germanica occidentale parlata nell'Africa australe. I Paesi in cui è maggiormente diffusa sono il Sudafrica, del quale è una delle lingue ufficiali, la Namibia e, in misura minore, Botswana e Zimbabwe.
Al 2022, è parlata da 17,6 milioni di parlanti totali.
La glottologia classifica l'afrikaans in quanto lingua figlia dell'olandese parlato nelle Province Unite (odierni Paesi Bassi) nel XVII secolo: tale era infatti la lingua dei primi coloni che sbarcarono presso il Capo di Buona Speranza e ivi fondarono Città del Capo (in afrikaans Kaapstad).
Tale lingua, che assimilò anche influssi da inglese e portoghese, divenne nota come olandese del Capo (in olandese kaap-nederlands, in inglese Cape Dutch) e, successivamente, afrikaans, contrazione di afrikaan hollands, "olandese africano".
Il gruppo etnico che parla afrikaans quale madrelingua si chiama afrikaner, definibili grossolanamente, e con eccezioni, come tutti gli europoidi dell'Africa meridionale di origine olandese (e in misura minore tedesca e ugonotta), mentre quelli di origine anglosassone, sudeuropea e slava sono generalmente di madrelingua inglese. L'afrikaans è inoltre la lingua madre di una parte consistente dei cosiddetti meticci del Capo.
Nel maggio 2022 l'afrikaans è stato riconosciuto come lingua indigena del Sudafrica.

## Distribuzione geografica
Dal censimento sudafricano del 2011, emerge che i madrelingua afrikaans erano 6 855 082, pari al 13,5% della popolazione. Ad essi si aggiungono, secondo Ethnologue, circa 10 300 000 locutori L2, per un totale di circa 17 milioni di persone che parlano tale lingua.
Le province di massima diffusione dell'afrikaans sono quelle del Capo Occidentale e del Capo Settentrionale, in cui è parlato da circa il 50% della popolazione. La lingua è diffusa anche in Namibia, Paese in cui al 2020 è parlato dal 9,4% della popolazione. Comunità di lingua afrikaans si trovano anche in altri paesi dell'Africa meridionale, come Botswana, Malawi, Lesotho, Swaziland, Zambia e Zimbabwe.
| Paese         | Parlanti  | Percentuale | Anno |
| ------------- | --------- | ----------- | ---- |
| Australia     | 50 030    | 0,26%       | 2015 |
| Botswana      | 8 082     | 0,39%       | 2011 |
| Regno Unito   | 11 247    | 0,021%      | 2011 |
| Mauritius     | 36        | 0,002%      | 2011 |
| Namibia       | 247 000   | 9,4%        | 2011 |
| Nuova Zelanda | 21 123    | 0,52%       | 2006 |
| Sudafrica     | 6 855 082 | 13,4%       | 2011 |

### Diffusione in Sudafrica per provincia
La tabella mostra l'andamento della diffusione dell'afrikaans in Sudafrica per provincia nei tre censimenti dopo la fine dell'apartheid.
| Provincia           | 1996  | 2001  | 2011  |
| ------------------- | ----- | ----- | ----- |
| Capo Occidentale    | 58,5% | 55,3% | 49,7% |
| Capo Orientale      | 9,8%  | 9,6%  | 10,6% |
| Capo Settentrionale | 57,2% | 56,6% | 53,8% |
| Stato libero        | 14,4% | 11,9% | 12,7% |
| KwaZulu-Natal       | 1,6%  | 1,5%  | 1,6%  |
| Nordovest           | 8,8%  | 8,8%  | 9,0%  |
| Gauteng             | 15,6% | 13,6% | 12,4% |
| Mpumalanga          | 7,1%  | 5,5%  | 7,2%  |
| Limpopo             | 2,6%  | 2,6%  | 2,6%  |
| Totale              | 14,4% | 13,3% | 13,5% |

### Dialetti e lingue derivate
In Sudafrica si distinguono i dialetti della provincia del Capo Occidentale, della provincia del Capo Orientale e del fiume Orange.

## Storia
La lingua afrikaans deriva dal dialetto detto kaap-nederlands (nederlandese del Capo) che si sviluppò fra i coloni boeri e i lavoratori portati nella Colonia del Capo dalla Compagnia Olandese delle Indie Orientali tra il 1652 e il 1705.
I boeri erano originari soprattutto delle Province Unite (gli odierni Paesi Bassi), sebbene vi fossero anche molti tedeschi, francesi e scozzesi. I lavoratori importati erano di origine malese; ad essi si aggiunsero inoltre molti boscimani e khoi.
L'afrikaans è quindi una lingua figlia dell'olandese con prestiti di lingue africane e non.
Il nome di olandese del Capo, termine usato anche per riferirsi collettivamente ai primi coloni del Capo, o "Kitchen Dutch" (termine spregiativo usato per riferirsi alla neonata lingua afrikaans).
Tuttavia è anche descritto come una lingua creola o parzialmente creolizzata. In ultima analisi, il termine "afrikaans" deriva dall'olandese "Afrikaans-Hollands", che significa "olandese africano". È la prima lingua della maggior parte degli Afrikaner e dei Coloureds dell'Africa australe.
Una ricerca di J.A. Heese stima che nel 1807 il 36,8% della popolazione che parlava l'afrikaans fosse di origine olandese, il 35% tedesca, il 14,6% francese e il 7,2% non-bianca.
Il termine afrikaans corrisponde alla traduzione nederlandese di africano: infatti il nome della lingua afrikaans in nederlandese è zuid-afrikaans, ovvero "sudafricano".
L'afrikaans fu infatti considerato un dialetto nederlandese fino all'inizio del XX secolo, quando fu riconosciuto in quanto lingua distinta: le sue particolarità grammaticali quali ad esempio la mancanza quasi totale di coniugazione del verbo e dell'imperfetto, la negazione doppia e un solo genere grammaticale, ne fanno una lingua a sé stante.

## Ortografia
Nonostante i molti paralleli con l'ortografia olandese, l'afrikaans attua una serie di semplificazioni ortografiche rispetto alla lingua madre. Incluse quelle con i segni diacritici, l'afrikaans utilizza 26 lettere dell'alfabeto latino.
In afrikaans, infatti, molte consonanti sono state eliminate dalla precedente ortografia olandese. Ad esempio, la parola olandese slecht ("cattivo") diventa sleg in afrikaans. Inoltre, l'afrikaans e alcuni dialetti olandesi non fanno distinzione tra /s/ e /z/, unendoli in /s/. Per rappresentare la fusione, mentre la parola "sud" in olandese è zuid, in afrikaans diventa suid.
Allo stesso modo, il digrafo olandese ij, normalmente pronunciato come /əɪ̯/, è scritto come y, tranne dove sostituisce il suffisso olandese -lijk che viene pronunciato come /lœk/ o /lik/, come per esempio con waarschijnlijk, che in afrikaans diventa waarskynlik.
Un'altra differenza è l'articolo indeterminativo, 'n in afrikaans e een in olandese. "Un libro" è 'n boek in afrikaans, mentre è een boek o 'n boek in olandese. Questo 'n è di solito pronunciato appoggiato una vocale debole, [ə].
Il suffisso diminutivo in afrikaans è -tjie, mentre in olandese è -tje, quindi un "po'" è bietjie in afrikaans e beetje in olandese.
Le lettere c, q, x, e z si verificano quasi esclusivamente in prestiti dal francese, inglese, greco e latino. Questo perché solitamente le parole che avevano c e ch nell'originale olandese sono scritte rispettivamente con k e g in afrikaans. Analogamente qu e x sono scritti rispettivamente kw e ks. Ad esempio, ekwatoriaal invece di equatoriaal e ekskuus invece di excuus .
Le vocali con segni diacritici talvolta usate in afrikaans sono á, é, è, ê, ë, í, î, ï, ó, ô, ú, û e ý. Sebbene importanti, i segni diacritici vengono spesso tralasciati per difficoltà tecniche. Per esempio, geëet al posto delle tre e una di fianco all'altra, *geeet, che non può mai accadere in afrikaans, o sê, che si traduce in "dire", mentre se è un aggettivo possessivo.

## Vocabolario
Nonostante si stimi che la lingua afrikaans sia composta per il 90% e il 95% da parole di origine olandese, la lingua appare influenzata dalle lingue coloniali e commerciali quali l'inglese, il francese e il portoghese e dalle lingue del posto e degli schiavi, quali le lingue khoisan, bantu, xhosa, malese e malgascio.
Di seguito faremo alcuni esempi.

### Malese
A causa del primo insediamento di una comunità di Cape Malay a Città del Capo, che ora sono conosciute come coloureds, numerose parole malesi sono state introdotte in afrikaans. Alcune di queste parole sono entrate in olandese attraverso la lingua indonesiana come parte del patrimonio coloniale. Le parole malesi in afrikaans includono:
- baie, che significa molto (da banyak). È una parola molto comune in afrikaans, diversa dal suo equivalente olandese veel o erg.
- baadjie, che in afrikaans significa giacca. La parola è considerata arcaica e usata solo nelle opere letterarie.
- piesang, che significa banana. La parola indonesiana di riferimento pisang è anche usata in olandese, sebbene l'uso sia meno comune.

### Portoghese
Alcune parole provenivano originariamente dal portoghese. Queste parole sono diventate così comuni in Sudafrica da essere usate in molte altre lingue del Sudafrica
- sambreel ("ombrello") da sombreiro.
- kraal ("recinto") da curral.
- mielie ("mais") da milho.

Alcune di queste parole esistono anche in olandese, come sambreel ("parasole"), sebbene l'uso sia meno comune e i significati possano differire.

### Lingue khoisan
- fagga, che significa cannabis.
- geitjie, che significa lucertola, diminutivo adattato dalla parola della lingua khoi.
- gogga, che significa insetto, dal khoisan xo-xo.
- karos, coperta di pelli di animali.
- kierie, bastone da passeggio khoi.

Alcune di queste parole esistono anche in olandese, anche se con un significato più specifico: per esempio karos significa "coperta tribale sudafricana di pelli di animali".

### Lingue bantu
I prestiti dalle lingue bantu in afrikaans includono i nomi di uccelli indigeni (come mahem e sakaboela) e piante indigene (come maroela e tamboekie).
- fundi, dalla parola zulu umfundi, che significa "erudito" o "studente", ma utilizzato per indicare qualcuno che è uno studente/esperto di un determinato argomento.
- mahem, la gru coronata, il volatile conosciuto scientificamente come Balearica regulorum.
- maroela, albero dioico conosciuto scientificamente come Sclerocarya birrea.
- tamboekie, genere di piante conosciute scientificamente come Hyparrhenia.
- tambotie, albero deciduo conosciuto scientificamente come Spirostachys africana.

## Esempi

### Tabella comparativa con altre lingue germaniche e con l'italiano
| afrikaans   | olandese                                                       | tedesco                                         | inglese                                                                                 | norvegese                             | danese       | svedese            | islandese             | italiano              |
| ----------- | -------------------------------------------------------------- | ----------------------------------------------- | --------------------------------------------------------------------------------------- | ------------------------------------- | ------------ | ------------------ | --------------------- | --------------------- |
| ag(t)       | acht                                                           | acht                                            | eight                                                                                   | åtte                                  | otte         | åtta               | átta                  | otto                  |
| asseblief   | alstublieft/alsjeblieft (contrazione di "als het u/je belieft) | bitte (letteralmente = ich bitte, "(io) prego") | please (dal francese antico, significa letteralmente "per piacere" - in arcaico "lief") | vær så snill                          | behage       | vänligen           | vinsamlegast          | per piacere, prego    |
| bed         | bed                                                            | Bett                                            | bed                                                                                     | seng                                  | seng         | säng               | rúm                   | letto                 |
| dankie      | dank je/dank u                                                 | danke                                           | thank you                                                                               | takk                                  | tak          | tack               | takk                  | grazie                |
| eggenoot    | echtgenoot                                                     | Ehegatte/Braut                                  | bride                                                                                   | ektemake                              | bruden       | brud               | brúður                | sposa                 |
| goeienaand  | goedenavond goeienavond                                        | guten Abend                                     | good evening                                                                            | god aften (god kveld)                 | god aften    | god kväll          | gott kvöld            | buonasera             |
| lughawe     | luchthaven vliegveld                                           | Flughafen                                       | airport (deriv. latina)                                                                 | lufthavn, flyplass (let. posto piano) | lufthavn     | flygplats          | flugvöllur            | aeroporto             |
| my          | mijn                                                           | mein                                            | my                                                                                      | min                                   | min          | min                | minn                  | mio                   |
| maak        | maken                                                          | machen                                          | make                                                                                    | gjøre                                 | gøre         | göra               | gera                  | fare, produrre        |
| nege        | negen                                                          | neun                                            | nine                                                                                    | ni                                    | ni           | nio                | níu                   | nove                  |
| oes         | oogst                                                          | Ernte                                           | harvest                                                                                 | høst                                  | høst         | skörd              | uppskeru              | mietitura             |
| oop         | open                                                           | offen                                           | open                                                                                    | åpen                                  | åben         | öppet              | opna                  | aperto                |
| oormôre     | overmorgen                                                     | übermorgen                                      | the day after tomorrow                                                                  | iovermorgen                           | i-overmorgen | i-övermorgon       | daginn eftir á morgun | dopodomani            |
| reën        | regen                                                          | Regen                                           | rain                                                                                    | regn                                  | regn         | regn               | rigning               | pioggia               |
| saam        | samen                                                          | zusammen                                        | together                                                                                | sammen                                | sammen       | tillsammans        | saman                 | insieme               |
| ses         | zes                                                            | sechs                                           | six                                                                                     | seks                                  | seks         | sex                | sex                   | sei                   |
| sewe        | zeven                                                          | sieben                                          | seven                                                                                   | syv, sju                              | syv          | sju                | sjö                   | sette                 |
| sleg        | slecht                                                         | schlecht                                        | bad (ma si confronti "slight")                                                          | dårlig, slett                         | dårlig       | dålig              | slæmt                 | cattivo               |
| vir         | voor                                                           | für, vor                                        | for                                                                                     | for, før                              | for          | för                | fyrir                 | per                   |
| voël        | vogel                                                          | Vogel                                           | bird, fowl                                                                              | fugl                                  | fugl         | fågel              | fugl                  | uccello               |
| vry         | vrij                                                           | frei                                            | free                                                                                    | fri                                   | fri          | fri                | frjáls                | libero                |
| vyf         | vijf                                                           | fünf                                            | five                                                                                    | fem                                   | fem          | fem                | fimm                  | cinque                |
| waarskynlik | waarschijnlijk                                                 | wahrscheinlich                                  | likely                                                                                  | sannsynlig (-vis)                     | sandsynlig   | troligt, sannolikt | líkleg, líklegri      | probabile, verosimile |
| welkom      | welkom                                                         | willkommen                                      | welcome                                                                                 | velkommen                             | vilkommen    | välkommen          | velkomnir             | benvenuto             |
| winter      | winter                                                         | Winter                                          | winter                                                                                  | vinter                                | vinter       | vinter             | vetur                 | inverno               |
| ys          | ijs                                                            | Eis                                             | ice                                                                                     | is                                    | is           | is                 | ís                    | ghiaccio              |

### Frasi in afrikaans
- Hallo! Hoe gaan dit? [ɦaləu ɦu xaˑn dət] Ciao! Come va?
- Baie goed, dankie. [bajə xuˑt danki] Molto bene, grazie.
- Praat jy Afrikaans? [prɑˑt jəi afrikɑˑns] Parli afrikaans?
- Praat jy Engels? [prɑˑt jəi ɛŋəls] Parli inglese?
- Ja. [jɑˑ] Si.
- Nee. [neˑə] No.
- 'n Bietjie. [ə biki] Poco.
- Wat is jou naam? [vat əs jəu nɑˑm] Come ti chiami?
- Die kinders praat Afrikaans. [di kənərs prɑˑt afrikɑˑns] I bambini parlano Afrikaans.

### Esempio del verbogeven→gee(dare)
Esempio del verbo olandese geven e del verbo afrikaans gee ("dare"):
- Infinito
  - geven → gee
- Presente
  1. ik geef → ek gee
  2. jij geeft → jy gee
  3. hij geeft → hy gee
  4. wij geven → ons gee
  5. jullie geven → julle gee
  6. zij geven → hulle gee
- Perfetto
  - ik heb gegeven → ek het gegee
- Futuro
  - ik zal geven → ek sal gee
- Condizionale
  - ik zou geven → ek sou gee
- Imperativo
  - sg geef → gee
  - pl laten we geven → kom ons gee

### Parole in afrikaans
| Italiano | Afrikaans | Olandese           | Tedesco            |
| -------- | --------- | ------------------ | ------------------ |
| terra    | aarde     | aarde /ˈʔaːrdə/    | Erde /ˈʔeːɐ̯də/     |
| cielo    | hemel     | hemel /ˈheːməl/    | Himmel /ˈhɪməl/    |
| acqua    | water     | water /ˈʋaːtər/    | Wasser /ˈvasɐ/     |
| fuoco    | vuur      | vuur /vyːr/        | Feuer /ˈfɔɪ̯ɐ/      |
| uomo     | man       | man /mɑn/          | Mann /man/         |
| donna    | vrou      | vrouw /vraʊ̯/       | Frau /fʁaʊ̯/        |
| mangiare | eet       | eten /ˈʔeːtən/     | essen /ˈʔɛsən/     |
| bere     | drink     | drinken /ˈdrɪŋkən/ | trinken /ˈtʁɪŋkən/ |
| grande   | groot     | groot /ɣroːt/      | groß /ɡʁoːs/       |
| piccolo  | klein     | klein /klɛɪ̯n/      | klein /klaɪ̯n/      |
| notte    | nag       | nacht /nɑxt/       | Nacht /naxt/       |
| giorno   | dag       | dag /dɑx/          | Tag /taːk/         |

### Numeri cardinali da 0 a 10
| Numero | Afrikaans | Nederlandese    | Tedesco          |
| ------ | --------- | --------------- | ---------------- |
| 0      | nulla     | nul /nœl/       | null /nʊl/       |
| 1      | een       | een /ʔeːn/      | eins /ʔaɪ̯ns/     |
| 2      | twee      | twee /tʋeː/     | zwei /t͡svaɪ̯/     |
| 3      | drie      | drie /driː/     | drei /dʁaɪ̯/      |
| 4      | vier      | vier /viːr/     | vier /fiːɐ̯/      |
| 5      | vyf       | vijf /vɛɪ̯f/     | fünf /fʏɱf/      |
| 6      | ses       | zes /zɛs/       | sechs /zɛks/     |
| 7      | sewe      | zeven /ˈzeːvən/ | sieben /ˈziːbən/ |
| 8      | ag(t)     | acht /ʔɑxt/     | acht /ʔaxt/      |
| 9      | nege      | negen /ˈneːɣən/ | neun /nɔɪ̯n/      |
| 10     | tien      | tien /tiːn/     | zehn /t͡seːn/     |